# Si (singolo)
#Si è un singolo del rapper italiano MamboLosco, pubblicato il 25 marzo 2022.

## Descrizione
Il brano è stato prodotto da Nardi e Finesse e vede la collaborazione di Tony Effe del gruppo musicale Dark Polo Gang.

## Tracce
1. #Si (feat. Tony Effe) – 2:22